# Sam Castendet
 (juin 2021).
La mise en forme du texte ne suit pas les recommandations de Wikipédia : il faut le « wikifier ».
Les points d'amélioration suivants sont les cas les plus fréquents :
- Les titres sont pré-formatés par le logiciel. Ils ne sont ni en capitales, ni en gras.
- Le texte ne doit pas être écrit en capitales (les noms de famille non plus), ni en gras, ni en italique, ni en « petit »…
- Le gras n'est utilisé que pour surligner le titre de l'article dans l'introduction, une seule fois.
- L'italique est rarement utilisé : mots en langue étrangère, titres d'œuvres, noms de bateaux, etc.
- Les citations ne sont pas en italique mais en corps de texte normal. Elles sont entourées par des guillemets français : « et ».
- Les listes à puces sont à éviter, des paragraphes rédigés étant largement préférés. Les tableaux sont à réserver à la présentation de données structurées (résultats, etc.).
- Les appels de note de bas de page (petits chiffres en exposant, introduits par l'outil «  Source ») sont à placer entre la fin de phrase et le point final[comme ça].
- Les liens internes (vers d'autres articles de Wikipédia) sont à choisir avec parcimonie. Créez des liens vers des articles approfondissant le sujet. Les termes génériques sans rapport avec le sujet sont à éviter, ainsi que les répétitions de liens vers un même terme.
- Les liens externes sont à placer uniquement dans une section « Liens externes », à la fin de l'article. Ces liens sont à choisir avec parcimonie suivant les règles définies. Si un lien sert de source à l'article, son insertion dans le texte est à faire par les notes de bas de page.
- La présentation des références doit suivre les conventions bibliographiques. Il est recommandé d'utiliser les modèles {{Ouvrage}}, {{Chapitre}}, {{Article}}, {{Lien web}} et/ou {{Bibliographie}}. Le mode d'édition visuel peut mettre en forme automatiquement les références.
- Insérer une infobox (cadre d'informations à droite) n'est pas obligatoire pour parachever la mise en page.

Pour une aide détaillée, merci de consulter Aide:Wikification.
Si vous pensez que ces points ont été résolus, vous pouvez retirer ce bandeau et améliorer la mise en forme d'un autre article.
Samuel Sabinus Castendet, dit Sam Castendet (30 décembre 1906 - 18 janvier 1993) est un musicien, compositeur et chef d'orchestre martiniquais spécialisé dans la biguine et la musique antillaise.

## Biographie
Sam Castendet est né le 30 décembre 1906 à Sainte-Marie de la Martinique. Intéressé dès l'enfance par la musique, il reçoit en cadeau de sa mère une clarinette à l'age de treize ans. Il pratique en autodidacte et apprend l'ébénisterie et la mécanique, puis part pour la métropole. Il arrive à Paris en 1924 où il travaille comme tourneur. En 1931, il est recruté comme clarinettiste au pavillon de la Guadeloupe de l'exposition coloniale internationale. Il poursuivra sa carrière musicale en créant son propre orchestre : Sam Castendet et son orchestre antillais. Il joue notamment au cabaret La Boule Blanche. 
Mobilisé pendant la seconde guerre mondiale, il est fait prisonnier, puis s'évade et rejoint Paris en 1942. Il reprend sa carrière musicale et se produit à La Cigale, au Pavillon d'Ermenonville, à La Villa d'Este et à La Canne à Sucre. En 1951, il anime le Tour de France. En 1952, il part pour le Sud-Ouest   puis, en 1956, effectue en tournée en Afrique, où il joue pour le roi Farouk en Egypte.
Atteint d'insuffisance respiratoire, il apprend la contrebasse, ouvre un cabaret, Le Fort-de-France, rue Molière à Paris, crée une maison de disques La Boîte à Musique. Il finit par arrêter toute activité musicale en 1965 et prend sa retraite en 1980 à La Rochelle. Il meurt à la Martinique le 18 janvier 1993. 

## Discographie
- La rue Zabyme
- Lévé Yo Lévé Yo Ka
- Martinique 48